# Вуйтоство (Козеницький повіт)
Вуйтоство (пол. Wójtostwo) — село в Польщі, у гміні Козениці Козеницького повіту Мазовецького воєводства.
Населення — 151 особа (2011).
У 1975-1998 роках село належало до Радомського воєводства.

## Демографія
Демографічна структура станом на 31 березня 2011 року:
|          | Загалом | Допрацездатний вік | Працездатний вік | Постпрацездатний вік |
| -------- | ------- | ------------------ | ---------------- | -------------------- |
| Чоловіки | 83      | 27                 | 51               | 5                    |
| Жінки    | 68      | 19                 | 38               | 11                   |
| Разом    | 151     | 46                 | 89               | 16                   |